# Тензорно произведение
Тензорно произведение е операция в тензорния анализ, в релултат на която от два еднотипни тензора се получава трети с валентност равна на сумата от валентностите на изходните.

## Диадно произведение
Диадното произведение е операция между два вектора, в резултат на която се получава диада (тензор от втора валентност). За тримерно пространство е в сила:
{\displaystyle \mathbf {a} \otimes \mathbf {b} ={\begin{pmatrix}a^{1}b^{1}&a^{1}b^{2}&a^{1}b^{3}\\a^{2}b^{1}&a^{2}b^{2}&a^{2}b^{3}\\a^{3}b^{1}&a^{3}b^{2}&a^{3}b^{3}\end{pmatrix}}.}

## Полиадно произведение
{\displaystyle \mathbf {a} \otimes \mathbf {b} \otimes \mathbf {c} \otimes \cdots \otimes \mathbf {q} .}